# Angelo Angelelli
Angelo Angelelli (Terni, 12 marzo 1946 – Terni, 14 dicembre 2022) è stato un arbitro di calcio italiano.

## Carriera sportiva
Fu inserito nell'organico arbitrale della CAN per la Serie A e B tra il 1978 e il 1984. La prima gara diretta in Serie B fu Spal-Taranto del 4 febbraio 1979 (terminata 0-2 per gli ospiti). L'esordio in Serie A avvenne il 10 maggio 1981, in Pistoiese-Fiorentina (0-1).
In totale ha diretto 9 partite nella massima serie e 56 in quella cadetta.